# Kaleka Mutoke
Kaleka Mutoke (* 7. Juli 1966) ist ein ehemaliger kongolesischer Langstreckenläufer.
Mutoke nahm an den Olympischen Sommerspielen 1988 in Seoul, 1992 in Barcelona und 1996 in Atlanta teil. 1988 trat er über 5000 m und im Marathon (Rang 89) an; 1992 über 1500 m und zusammen mit Ilunga Kafila, Luasa Batungile und Shintu Kibambe in der 4 × 400-m-Staffel, sowie 1996 nochmals im Marathon (Rang 96).